# Kamila Konotop
Kamila Konotop (en ucraniano: Каміла Конотоп; Lymán, 23 de marzo de 2001) es una deportista ucraniana que compite en halterofilia.
Ganó una medalla de plata en el Campeonato Mundial de Halterofilia de 2023 y cuatro medallas en el Campeonato Europeo de Halterofilia entre los años 2021 y 2024. Participó en los Juegos Olímpicos de Tokio 2020, ocupando el quinto lugar en la categoría de 55 kg.

## Palmarés internacional
| Campeonato Mundial | Campeonato Mundial    | Campeonato Mundial | Campeonato Mundial |
| Año                | Lugar                 | Medalla            | Categoría          |
| ------------------ | --------------------- | ------------------ | ------------------ |
| 2023               | Riad (Arabia Saudita) | Medalla de plata   | 59 kg              |
| Campeonato Europeo |                       |                    |                    |
| Año                | Lugar                 | Medalla            | Categoría          |
| 2021               | Moscú (Rusia)         | Medalla de oro     | 55 kg              |
| 2022               | Tirana (Albania)      | Medalla de plata   | 55 kg              |
| 2023               | Ereván (Armenia)      | Medalla de oro     | 59 kg              |
| 2024               | Sofía (Bulgaria)      | Medalla de oro     | 59 kg              |